# Emmylou Harris

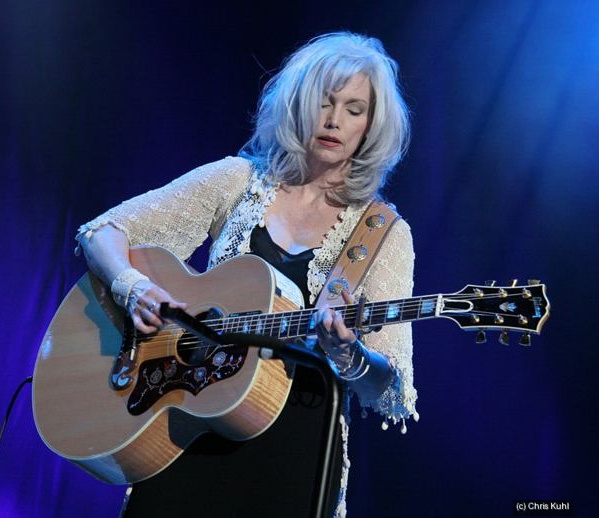
Emmylou Harris cântând în Rotterdam, Olanda (2006)

Emmylou Harris (n. 2 aprilie 1947) este o cântăreață și compozitoare americană de muzică country. De-a lungul carierei sale ea a lansar multe albume și single-uri populare, și până în prezent a câștigat 13 Premii Grammy.